# 米内奥
米内奥（義大利語：Mineo），是意大利西西里大区卡塔尼亞廣域市的一个市镇。总面积244平方公里，人口5348人，人口密度21.9人/平方公里（2009年）。ISTAT代码为087027。